# Равич, Иван Андреевич

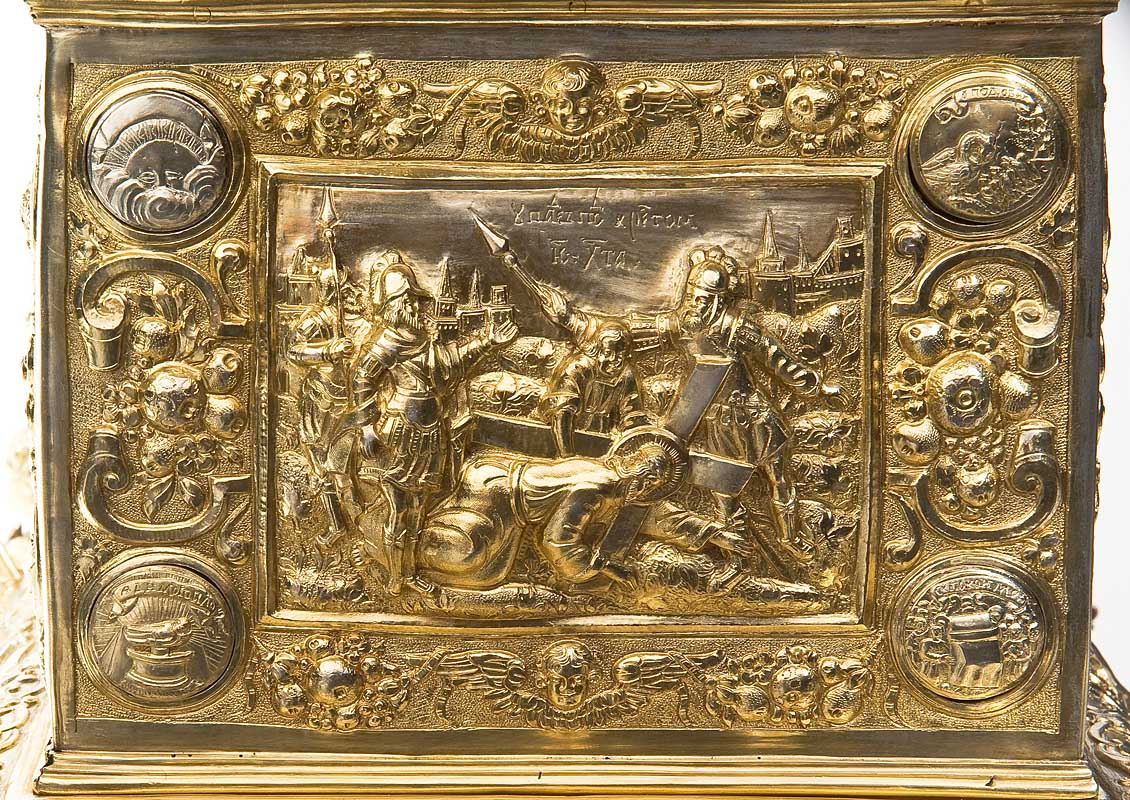
И. Равич. «Несение креста». Фрагмент дарохранительницы. 1743 г.

Иван Андреевич Равич (укр. Іва́н Андрі́йович Ра́вич; 1677, Киев — 1762) — ювелир, основатель направления барокко в украинском ювелирном искусстве.

## Биография
Сын киевского мещанина и купца Андрея Равича, принадлежавшего к киевскому патрициату. Он происходил из православных переселенцев из стран Балканского полуострова, которые со второй половины XVII века, спасаясь от турецкого гнета, селились в Киеве.
Жил на Подоле. Начинал карьеру в киевской губернской канцелярии, как переводчик писем на греческом языке, кроме того, знал латинский и немецкий. Позже отец отправил Ивана в Европу обучаться искусству золотарства (ювелирное искусство по золоту), где он долго и старательно учился у европейских мастеров. У них позаимствовал основные барокковые принципы оформления ювелирных изделий: растительные орнаменты, украшения в виде пышных цветов, бутонов, листьев и виноградной лозы; волнистые рамки-картуши, гирлянды спелых плодов; причудливой формы листья аканта, заимствованные из древнегреческого искусства, и т. п. Для оживления формы изделий и придания им торжественного настроения и яркости мастер широко использовал скульптуру малых форм, сложные сюжетные изображения, цветные расписные медальоны.
В 23-летнем возрасте золотых и серебряных дел мастер И. Равич получил заказ от украинского гетмана Ивана Мазепы на изготовление роскошной серебряной кружки с гетманским гербом — популярного среди европейской знати XVIII в. вида столовой посуды. Сейчас эта наиболее ранняя из работ мастера хранится в Чернигове. Работал Равич и для другого гетмана К. Разумовского, изготавливая для его двора столовую посуду, подсвечники и другие бытовые предметы. Выполнял заказы для монастырей, казацкой старшины, а также российских вельмож.
И. Равич часто бывал в Европе, где совершенствовал своё мастерство у лучших ювелиров, перенимая прогрессивные методы работы. Стремясь к большей продуктивности, Равич, по примеру своих европейских коллег, нанял штат мастеров и подмастерьев, а весь процесс изготовления изделий разбил на отдельные операции. Для себя же хозяин мастерской оставил поиск заказчиков, разработку и изготовление матриц и шаблонов, выполнение наиболее сложных операций.
Заказы приносили ему значительные доходы, а с ними рос и социальный статус мастера. В течение 30 лет избирался райцем и лавником, исполнял обязанности судебного заседателя по уголовным и гражданским делам в городском магистрате. Киевский бургомистр Василий Иванович Тихонович выдал за Равича свою дочь Дарью, которая была моложе мужа на 30 лет. Детей у них не было.
В 1740 был в Германии, где по поручению Киево-Печерской лавры в Аугсбурге и Нюрнберге закупал книги для библиотеки сильно пострадавшей от пожара 1718 года.
Умер в 1762 году, оставив по себе большие долги.
Равич имел два клейма. Его ранние изделия обозначены писаными буквами — «JR», поздние — печатными — «IR». В музеях Украины и России сохраняется более 50 изделий с подписью и клеймами Ивана Равича.